# Coillus
Coillus est un roi légendaire de l’île de Bretagne (actuelle Grande-Bretagne), dont l’« histoire » est rapportée par Geoffroy de Monmouth dans son Historia regum Britanniae (vers 1135).

## Contexte
Geoffroy de Monmouth mentionne ce roi sous le nom de Coillus, comme successeur de Catellus [Cadell ap Geraint] et comme prédécesseur de Porrex [II] Le Brut y Brenhinedd le nomme Coel, et la version  Cotton Cleopatra fait de lui le fils de Cadell et le père de Porrex. En 1527 Hector Boece dans son  Scotorum Historia  indique que Coyll, un souverain Breton, est tué par le souverain fictif des Scots Fergus Ier (vers. 330  Av. J.-C.) une réminiscence évidente du Coillus de Geoffroy de Monmouth.

## Sources
- Geoffroy de Monmouth Histoire des rois de Bretagne, traduit et commenté par Laurence Mathey-Maille, Édition Les belles lettres, coll. « La roue à livres », Paris, 2004,  (ISBN 2-251-33917-5)
- (en) Peter Bartrum, A Welsh classical dictionary: people in history and legend up to about A.D. 1000, Aberystwyth, National Library of Wales, 1993 (ISBN 9780907158738), COEL (1), fictitious king of Britain. (Second century B.C.)